# Кировский район (Иркутская область)
Кировский район — район, существовавший в Восточно-Сибирском крае, Восточно-Сибирской и Иркутской областях РСФСР в 1934—1959 годах.
Кировский район был образован в 1934 году в составе Восточно-Сибирского края на территории, выделенной из Усольского района.
5 декабря район вошёл в состав новообразованной Восточно-Сибирской области. 26 сентября 1937 года район вошёл в состав новообразованной Иркутской области.
По данным переписи 1939 года в Кировском районе проживало 13 606 чел., в том числе русские — 95,5 %, украинцы — 1,4 %.
К 1 января 1948 года район включал 12 сельсоветов: Александровский, Баруйский, Буретский, Быковский, Гороховский, Гречехонский, Идинский, Калашниковский, Курьинский, Мамруковский, Олонский и Усть-Балейский.
В районе издавалась газета «Кировская правда».
9 декабря 1959 года Кировский район был упразднён, а его территория разделена между Иркутским районом Иркутской области и Боханским районом Усть-Ордынского Бурятского национального округа.